# 1232 Cortusa
1232 Cortusa este un asteroid din centura principală, descoperit pe 10 octombrie 1931 de Karl Reinmuth.